# 海滄湾公園駅
海滄湾公園駅（かいそうわんこうえんえき、閩南語:Hái-chhng-oan Kong-hn̂g tsām）は、中華人民共和国福建省廈門市海滄区海滄大道と浜湖東路の交差点にある、廈門軌道交通2号線の駅である。

## 歴史
- 2019年12月25日2号線の駅として開業。

## 駅構造

### のりば
| 番線 | 路線              | 方面                            | 行先        |
| ---- | ----------------- | ------------------------------- | ----------- |
|      | 廈門軌道交通2号線 | 新陽大道・馬鑾中心・東孚 方面   | 天竺山 行き |
|      | 廈門軌道交通2号線 | 東宅・五通・湿地公園・鍾宅 方面 | 五縁湾 行き |

## 隣の駅
廈門軌道交通
■2号線
郵輪中心駅 - 海滄湾公園駅 - 海滄商務中心駅